# Copa México 1952-1953
La Copa México 1952-1953 è stata la trentasettesima edizione del secondo torneo calcistico messicano e la decima nell'era professionistica del calcio messicano. È cominciata il 15 febbraio e si è conclusa il 31 maggio 1953. La vittoria finale è stata del Puebla.

## Formula
Le 12 squadre partecipanti sono suddivise in due gironi di sei squadre ciascuno, le prime due classificate di ogni girone accedono alla fase finale.

## Primo turno

### Classifica
| Squadra         | P.ti | G  | V | N | P | GF | GS | DR  |
| --------------- | ---- | -- | - | - | - | -- | -- | --- |
| 1. Puebla       | 16   | 10 | 7 | 2 | 2 | 24 | 13 | +11 |
| 2. Atlante      | 11   | 10 | 5 | 1 | 4 | 18 | 18 | 0   |
| 3. CD Zacatepec | 9    | 10 | 4 | 1 | 5 | 23 | 21 | +2  |
| 4. Necaxa       | 9    | 10 | 3 | 3 | 4 | 13 | 15 | -2  |
| 5. Marte        | 9    | 10 | 2 | 5 | 3 | 17 | 20 | -3  |
| 6. América      | 6    | 10 | 2 | 2 | 6 | 10 | 18 | -8  |

### Calendario
| andata (1ª) | andata (1ª) | 1ª giornata      | ritorno (6ª) | ritorno (6ª) |
|             |             |                  |              |              |
| 22 feb.     | 2-2         | America-Marte    | 0-2          | 5 apr.       |
| 22 feb.     | 2-1         | Puebla-Atlante   | 4-2          | 26 apr.      |
| 22 feb.     | 2-3         | Zacatepec-Netaxa | 1-2          | 3 mag.       |

| andata (2ª) | andata (2ª) | 2ª giornata      | ritorno (7ª) | ritorno (7ª) |
|             |             |                  |              |              |
| 1° mar.     | 0-3         | Zacatepec-Puebla | 2-3          | 12 apr.      |
| 5 mar.      | 0-1         | Necaxa-America   | 1-1          | 16 apr.      |
| 26 mar.     | 4-1         | Atlante-Marte    | 2-1          | 7 mag.       |

| andata (1ª) | andata (1ª) | 1ª giornata      | ritorno (6ª) | ritorno (6ª) |
|             |             |                  |              |              |
| 22 feb.     | 2-2         | America-Marte    | 0-2          | 5 apr.       |
| 22 feb.     | 2-1         | Puebla-Atlante   | 4-2          | 26 apr.      |
| 22 feb.     | 2-3         | Zacatepec-Netaxa | 1-2          | 3 mag.       |

| andata (2ª) | andata (2ª) | 2ª giornata      | ritorno (7ª) | ritorno (7ª) |
|             |             |                  |              |              |
| 1° mar.     | 0-3         | Zacatepec-Puebla | 2-3          | 12 apr.      |
| 5 mar.      | 0-1         | Necaxa-America   | 1-1          | 16 apr.      |
| 26 mar.     | 4-1         | Atlante-Marte    | 2-1          | 7 mag.       |

| andata (3ª) | andata (3ª) | 3ª giornata       | ritorno (8ª) | ritorno (8ª) |
|             |             |                   |              |              |
| 1° mar.     | 3-1         | Atlante-Necaxa    | 0-1          | 12 apr.      |
| 8 mar.      | 1-1         | Marte-Puebla      | 1-4          | 3 mag.       |
| 29 mar.     | 0-2         | America-Zacatepec | 3-4          | 26 apr.      |

| andata (4ª) | andata (4ª) | 4ª giornata       | ritorno (9ª) | ritorno (9ª) |
|             |             |                   |              |              |
| 12 mar.     | 1-0         | Marte-Necaxa      | 3-3          | 14 mag.      |
| 15 mar.     | 3-2         | Atlante-Zacatepec | 1-5          | 5 apr.       |
| 15 mar.     | 3-1         | Puebla-America    | 3-1          | 10 mag.      |

| andata (3ª) | andata (3ª) | 3ª giornata       | ritorno (8ª) | ritorno (8ª) |
|             |             |                   |              |              |
| 1° mar.     | 3-1         | Atlante-Necaxa    | 0-1          | 12 apr.      |
| 8 mar.      | 1-1         | Marte-Puebla      | 1-4          | 3 mag.       |
| 29 mar.     | 0-2         | America-Zacatepec | 3-4          | 26 apr.      |

| andata (4ª) | andata (4ª) | 4ª giornata       | ritorno (9ª) | ritorno (9ª) |
|             |             |                   |              |              |
| 12 mar.     | 1-0         | Marte-Necaxa      | 3-3          | 14 mag.      |
| 15 mar.     | 3-2         | Atlante-Zacatepec | 1-5          | 5 apr.       |
| 15 mar.     | 3-1         | Puebla-America    | 3-1          | 10 mag.      |

| \| andata (5ª) \| andata (5ª) \| 5ª giornata \| ritorno (10ª) \| ritorno (10ª) \| \| \| \| \| \| \| \| 19 mar. \| 0-1 \| America-Atlante \| 1-0 \| 30 apr. \| \| 22 mar. \| 1-1 \| Necaxa-Puebla \| 1-2 \| 5 apr. \| \| 22 mar. \| 2-2 \| Zacatepec-Marte \| 3-1 \| 19 apr. \| |             |                 |               |               |
| andata (5ª) | andata (5ª) | 5ª giornata     | ritorno (10ª) | ritorno (10ª) |
| |             |                 |               |               |
| 19 mar. | 0-1         | America-Atlante | 1-0           | 30 apr.       |
| 22 mar. | 1-1         | Necaxa-Puebla   | 1-2           | 5 apr.        |
| 22 mar. | 2-2         | Zacatepec-Marte | 3-1           | 19 apr.       |

| andata (5ª) | andata (5ª) | 5ª giornata     | ritorno (10ª) | ritorno (10ª) |
|             |             |                 |               |               |
| 19 mar.     | 0-1         | America-Atlante | 1-0           | 30 apr.       |
| 22 mar.     | 1-1         | Necaxa-Puebla   | 1-2           | 5 apr.        |
| 22 mar.     | 2-2         | Zacatepec-Marte | 3-1           | 19 apr.       |

### Classifica
| Squadra        | P.ti | G  | V | N | P | GF | GS | DR  |
| -------------- | ---- | -- | - | - | - | -- | -- | --- |
| 1. León        | 14   | 10 | 6 | 2 | 2 | 24 | 13 | +6  |
| 2. Guadalajara | 12   | 10 | 5 | 2 | 3 | 17 | 14 | +3  |
| 3. Tampico     | 12   | 10 | 5 | 2 | 3 | 20 | 18 | +2  |
| 4. Atlas       | 11   | 10 | 4 | 3 | 3 | 15 | 11 | +4  |
| 5. Oro         | 7    | 10 | 3 | 1 | 6 | 18 | 22 | -4  |
| 6. La Piedad   | 4    | 10 | 1 | 2 | 7 | 9  | 20 | -11 |

### Calendario
| andata (1ª) | andata (1ª) | 1ª giornata      | ritorno (6ª) | ritorno (6ª) |
|             |             |                  |              |              |
| 15 feb.     | 3-1         | Guadalajara-Leon | 2-5          | 12 apr.      |
| 15 feb.     | 0-1         | La Piedad-Atlas  | 1-3          | 29 mar.      |
| 15 feb.     | 6-4         | Oro-Tampico      | 2-4          | 18 apr.      |

| andata (2ª) | andata (2ª) | 2ª giornata    | ritorno (7ª) | ritorno (7ª) |
|             |             |                |              |              |
| 22 feb.     | 2-0         | Leon-La Piedad | 1-1          | 3 mag.       |
| 8 mar.      | 2-0         | Atlas-Tampico  | 2-2          | 4 apr.       |
| 26 mar.     | 0-0         | Oro-Guadaljara | 2-3          | 10 mag.      |

| andata (1ª) | andata (1ª) | 1ª giornata      | ritorno (6ª) | ritorno (6ª) |
|             |             |                  |              |              |
| 15 feb.     | 3-1         | Guadalajara-Leon | 2-5          | 12 apr.      |
| 15 feb.     | 0-1         | La Piedad-Atlas  | 1-3          | 29 mar.      |
| 15 feb.     | 6-4         | Oro-Tampico      | 2-4          | 18 apr.      |

| andata (2ª) | andata (2ª) | 2ª giornata    | ritorno (7ª) | ritorno (7ª) |
|             |             |                |              |              |
| 22 feb.     | 2-0         | Leon-La Piedad | 1-1          | 3 mag.       |
| 8 mar.      | 2-0         | Atlas-Tampico  | 2-2          | 4 apr.       |
| 26 mar.     | 0-0         | Oro-Guadaljara | 2-3          | 10 mag.      |

| andata (3ª) | andata (3ª) | 3ª giornata       | ritorno (8ª) | ritorno (8ª) |
|             |             |                   |              |              |
| 28 feb.     | 1-1         | Guadalajara-Atlas | 1-0          | 19 apr.      |
| 28 feb.     | 1-1         | Tampico-La Piedad | 2-1          | 10 mag.      |
| 1° mar.     | 2-1         | Leon-Oro          | 2-0          | 5 apr.       |

| andata (4ª) | andata (4ª) | 4ª giornata           | ritorno (9ª) | ritorno (9ª) |
|             |             |                       |              |              |
| 8 mar.      | 1-2         | La Piedad-Guadalajara | 1-4          | 26 apr.      |
| 14 mar.     | 3-0         | Tampico-Leon          | 1-3          | 26 apr.      |
| 15 mar.     | 2-1         | Oro-Atlas             | 1-3          | 3 mag.       |

| andata (3ª) | andata (3ª) | 3ª giornata       | ritorno (8ª) | ritorno (8ª) |
|             |             |                   |              |              |
| 28 feb.     | 1-1         | Guadalajara-Atlas | 1-0          | 19 apr.      |
| 28 feb.     | 1-1         | Tampico-La Piedad | 2-1          | 10 mag.      |
| 1° mar.     | 2-1         | Leon-Oro          | 2-0          | 5 apr.       |

| andata (4ª) | andata (4ª) | 4ª giornata           | ritorno (9ª) | ritorno (9ª) |
|             |             |                       |              |              |
| 8 mar.      | 1-2         | La Piedad-Guadalajara | 1-4          | 26 apr.      |
| 14 mar.     | 3-0         | Tampico-Leon          | 1-3          | 26 apr.      |
| 15 mar.     | 2-1         | Oro-Atlas             | 1-3          | 3 mag.       |

| \| andata (5ª) \| andata (5ª) \| 5ª giornata \| ritorno (10ª) \| ritorno (10ª) \| \| \| \| \| \| \| \| 22 marzo. \| 1-2 \| Guadalajara-Tampico \| 0-1 \| 2 mag. \| \| 22 marzo. \| 1-4 \| La Piedad-Oro \| 2-0 \| 12 apr. \| \| 22 marzo. \| 3-2 \| Leon-Atlas \| 0-0 \| 7 mag. \| |             |                     |               |               |
| andata (5ª) | andata (5ª) | 5ª giornata         | ritorno (10ª) | ritorno (10ª) |
| |             |                     |               |               |
| 22 marzo. | 1-2         | Guadalajara-Tampico | 0-1           | 2 mag.        |
| 22 marzo. | 1-4         | La Piedad-Oro       | 2-0           | 12 apr.       |
| 22 marzo. | 3-2         | Leon-Atlas          | 0-0           | 7 mag.        |

| andata (5ª) | andata (5ª) | 5ª giornata         | ritorno (10ª) | ritorno (10ª) |
|             |             |                     |               |               |
| 22 marzo.   | 1-2         | Guadalajara-Tampico | 0-1           | 2 mag.        |
| 22 marzo.   | 1-4         | La Piedad-Oro       | 2-0           | 12 apr.       |
| 22 marzo.   | 3-2         | Leon-Atlas          | 0-0           | 7 mag.        |

## Semifinali
| 17 maggio 1953 andata | Atlante | 0 – 5 | León |  |

| 24 maggio 1953 ritorno | León | 1 – 0 | Atlante |  |

| 18 maggio 1953 andata | Guadalajara | 0 – 1 | Puebla |  |

| 24 maggio 1953 ritorno | Puebla | 1 – 4 | Guadalajara |  |

| 27 maggio 1953 spareggio | Puebla | 1 – 0 | Guadalajara |  |

## Finale
| Città del Messico 31 maggio 1953, ore 15:00                                                                                       | Puebla    | 4 – 1                       | León | Estadio de la Ciudad de los Deportes |
| \| \| \| \| \| 13’ Mariano Fernández 26’, 88’ Edwin Cubero 69’ Guadalupe Velázquez \| Marcatori \| Marcos Aurelio Di Paulo 83’ \| |           |                             |      |                                      |
| |           |                             |      |                                      |
| 13’ Mariano Fernández 26’, 88’ Edwin Cubero 69’ Guadalupe Velázquez                                                               | Marcatori | Marcos Aurelio Di Paulo 83’ |      |                                      |

### Verdetto Finale
Il Puebla vince la copa México 1952-1953.

## Coppa "Campeón de Campeones" 1953
- Partecipano le squadre vincitrici del campionato messicano: Tampico e della coppa del Messico: Puebla. Il Tampico si aggiudica il titolo.

## Finale
| Città del Messico 7 giugno 1953, ore 15:00 | Tampico    | 3 – 0 | Puebla | Estadio de la Ciudad de los Deportes |
| \| \| \| \| \| 3’ Grimaldo González 33’ Ernesto Candia 86’ Julio Ayllón \| Marcatori \| \| \| Raúl Landeros Ayala Benito Ayán Elpidio Padilla Rufino Lecca Roberto Zárate José Luis Molina Grimaldo González Julio Ayllón Aparicio Ernesto Candia Téllez \| Formazioni \| Vicente González Antonio Figueroa Enrique Rivas Rodolfo Torres Raúl Cárdenas Gonzalo Iturbe Guadalupe Velásquez Mariano Uceda Manuel Del Toro Mariano Fernández Mario Sánchez \| \| Joaquín Urquiaga \| Allenatori \| Isidro Lángara \| |            | |        |                                      |
| |            | |        |                                      |
| 3’ Grimaldo González 33’ Ernesto Candia 86’ Julio Ayllón | Marcatori  | |        |                                      |
| Raúl Landeros Ayala Benito Ayán Elpidio Padilla Rufino Lecca Roberto Zárate José Luis Molina Grimaldo González Julio Ayllón Aparicio Ernesto Candia Téllez | Formazioni | Vicente González Antonio Figueroa Enrique Rivas Rodolfo Torres Raúl Cárdenas Gonzalo Iturbe Guadalupe Velásquez Mariano Uceda Manuel Del Toro Mariano Fernández Mario Sánchez |        |                                      |
| Joaquín Urquiaga | Allenatori | Isidro Lángara |        |                                      |